# Siparuna
Genre
Classification APG III (2009)
Siparuna est un genre de plantes à fleurs de la famille des Siparunaceae. Ce sont des arbres et arbustes à feuilles persistantes aromatiques qui se trouvent dans toute la région néotropicale. Plus de 70 espèces ont été décrites.

## Espèces valides
Selon The Plant List :
- Siparuna alternifolia (Spreng.) A. DC.
- Siparuna aspera (Ruiz & Pav.) A.DC.
- Siparuna austromexicana Lorence
- Siparuna bifida (Poepp. & Endl.) A.DC.
- Siparuna brasiliensis (Spreng.) A. DC.
- Siparuna cajamarcensis S.S.Renner & Hausner
- Siparuna calantha (Perkins) S.S. Renner & Hausner
- Siparuna campii S.S. Renner & Hausner
- Siparuna cascada S.S. Renner & Hausner
- Siparuna cervicornis Perkins
- Siparuna conica S.S. Renner & Hausner
- Siparuna cristata (Poepp. & Endl.) A.DC.
- Siparuna croatii S.S. Renner & Hausner
- Siparuna cuspidata (Tul.) A.DC.
- Siparuna cymosa Tolm.
- Siparuna decipiens (Tul.) A.DC.
- Siparuna echinata (Kunth) A. DC.
- Siparuna eggersii Hieron.
- Siparuna ficoides S.S.Renner & Hausner
- Siparuna gentryana S.S. Renner
- Siparuna gesnerioides (Kunth) A.DC.
- Siparuna gigantotepala S.S. Renner & Hausner
- Siparuna glabrescens (C. Presl) A. DC.
- Siparuna glycycarpa (Ducke) S.S. Renner & Hausner
- Siparuna grandiflora (Kunth) Perkins
- Siparuna guajalitensis S.S. Renner & Hausner
- Siparuna guianensis Aubl.
- Siparuna harlingii S.S. Renner & Hausner
- Siparuna krukovii A.C. Sm.
- Siparuna laurifolia (Kunth) A. DC.
- Siparuna lepidota (Kunth) A. DC.
- Siparuna lewisiana S.S. Renner & Hausner
- Siparuna lindenii (Seem.) A. DC.
- Siparuna lozaniana S.S. Renner & Hausner
- Siparuna macrotepala Perkins
- Siparuna micrantha A.DC.
- Siparuna multiflora S.S. Renner & Hausner
- Siparuna muricata (Ruiz & Pav.) A. DC.
- Siparuna mutisii (Kunth) A. DC.
- Siparuna oblongifolia (Ruiz & Pav.) A. DC.
- Siparuna obstipa J.F.Macbr.
- Siparuna ovalis (Ruiz & Pav.) A. DC.
- Siparuna pachyantha A.C. Sm.
- Siparuna palenquensis S.S. Renner & Hausner
- Siparuna pauciflora (Beurl.) A. DC.
- Siparuna petasiformis Jangoux, Jacques Ivan G.
- Siparuna petiolaris (Kunth) A. DC.
- Siparuna pilosolepidota Heilborn
- Siparuna poeppigii (Tul.) A. DC.
- Siparuna reginae (Tul.) A.DC.
- Siparuna sarmentosa Perkins
- Siparuna scandens Lorence
- Siparuna schimpffii Diels
- Siparuna sessiliflora (Kunth) A.DC.
- Siparuna stellulata Perkins
- Siparuna subinodora (Ruiz & Pav.) A. DC.
- Siparuna thecaphora (Poepp. & Endl.) A.DC.
- Siparuna tomentosa (Ruiz & Pav.) A. DC.
- Siparuna vasqueziana S.S. Renner & Hausner
- Siparuna velutina (C. Presl) Moldenke

## Histoire naturelle
En 1775, le botaniste Aublet propose la diagnose suivante pour le genre Siparuna : 

« SIPARUNA. (Tabula 333.)
MASCULUS FLOS. 
CAL. Perianthium monophyllum ; quadripartitum ; laciniis ſubrotundis.
COR. nulla. 
STAM. Filamenta quatuor, ſex, octo, aut decem, diſco villoſo, qui fundum calicis cooperic, inſerca. Antheræ biloculares.
PIST. nullum.
FEMINEUS FLOS.
CAL. ut in mare.
COR. nulla.
STAM. nulla.
PIST. Germen ſubrotundum. Stylus oblongus, ſtriatus. Stigmata quinque, capiilacea.
PER. . . .
SEM. . . .  »